# Rowena Cade
Rowena Cade (Spondon, 2 août 1893 - 26 mars 1983) est une comédienne britannique. 

## Biographie
Elle est la sœur de la féministe Katharine Burdekin.
Elle est la fondatrice du Minack Theatre, situé dans les Cornouailles.